# Blairs
Blairs è un census-designated place (CDP) degli Stati Uniti d'America, situato nello stato della Virginia, nella contea di Pittsylvania. Secondo il censimento del 2020 gli abitanti di Blairs ammontavano a 841.